# Один в каное (альбом, 2016)
Один в каное — дебютний студійний альбом українського інді-гурту Один в каное, представлений 24 січня 2016 року.  
Формат платівки досить незвичний, адже складається із двох дисків, на які потрапили пісні, написані за п'ять років існування гурту. На підтримку альбому гурт вирушив у тур Україною, відвідавши всі обласні центри, крім окупованих. Під час туру змінився склад гурту: перкусіоністку Олену Давиденко замінив Ігор Дзіковський. 
Автором слів пісні «Човен» є Іван Франко. Автор слів пісні «Про білизну» — Роман Тарнавський. Пісня «Колискова» — народна.
Пісня «Пішы» написана білоруською мовою. Усі інші пісні — українськомовні.
Платівка увійшла у різноманітні підбірки найкращих альбомів. Зокрема, «Українська правда» внесла альбом у список «10 найгучніших українських альбомів 2016 року», «Еспресо TV» — у свій список «30 альбомів України: найкраща наша музика часів незалежності», а онлайн-медіа «Слух» — у список «50 найкращих українських альбомів 2010-х»

## Список композицій

### Диск 1
| #     | Назва                     | Тривалість |
| ----- | ------------------------- | ---------- |
| 1.    | «Небо»                    | 2:38       |
| 2.    | «Янголе»                  | 2:59       |
| 3.    | «Дерево»                  | 3:00       |
| 4.    | «Бути тобою»              | 4:07       |
| 5.    | «Шахи»                    | 4:14       |
| 6.    | «Подобається, як ти ідеш» | 3:26       |
| 7.    | «Пообіцяй мені»           | 5:16       |
| 8.    | «Про білизну»             | 1:33       |
| 9.    | «Коти»                    | 3:40       |
| 10.   | «Дощі»                    | 3:32       |
| 11.   | «Осінь»                   | 3:53       |
| 12.   | «Лю»                      | 2:42       |
| 13.   | «Колискова»               | 2:03       |
| 43:03 |                           |            |

### Диск 2
| #     | Назва               | Тривалість |
| ----- | ------------------- | ---------- |
| 1.    | «Човен»             | 2:44       |
| 2.    | «Вулиця»            | 3:44       |
| 3.    | «Пішы»              | 2:32       |
| 4.    | «Мамма»             | 2:40       |
| 5.    | «Реквієм»           | 4:15       |
| 6.    | «Жучка»             | 3:31       |
| 7.    | «Рибка»             | 1:52       |
| 8.    | «Стіни»             | 2:09       |
| 9.    | «Румба»             | 3:26       |
| 10.   | «Маленький хлопчик» | 3:51       |
| 11.   | «Демони»            | 2:20       |
| 12.   | «От і все»          | 2:06       |
| 35:39 |                     |            |